# Bo (film)
Bo is een Vlaams-Belgisch drama van Hans Herbots uit 2010 gebaseerd op de succesroman Het engelenhuis van Dirk Bracke . De hoofdrol wordt vertolkt door Ella-June Henrard, een zestienjarig meisje dat 'de nieuwe Brigitte Bardot' werd genoemd.

## Verhaal
Antwerpen, Linkeroever. Deborah is vijftien en is de alledaagsheid van thuis beu. Ze wil weg. Onder aanmoediging van de achttienjarige Jennifer duikt ze het spannende nachtleven in. Ze ontdekt dat Jennifer als escorte werkt. Deborah is gefascineerd hoe makkelijk het lijkt om aan geld te komen. Onder de naam Bo maakt ze kennis met een wereld waar ze eigenlijk niet klaar voor is. Een wereld van geld, drugs en snelle kicks. Op een nacht valt de politie binnen in het hotel waar Deborah aan het werk is. Ze wordt opgepakt en voor drie maanden naar de gesloten jeugdinstelling van Beernem gestuurd.

## Rolverdeling
| Acteur             | Personage    |
| ------------------ | ------------ |
| Ella-June Henrard  | Deborah 'Bo' |
| Ina Geerts         | Chantal      |
| Kalina Malehounova | Jennifer     |
| Thomas Ryckewaert  | Vincent      |
| Anemone Valcke     | Yasmien      |
| Laura Ballyn       | Steffie      |
| Mathias Vergels    | Thomas       |

## Prijzen
Giffoni Film Festival 2010:
- CIAL Aluminium Award
- Crystal Gryphon Award
- Prijs van de provincie Salerno